# Burejská vodní elektrárna
Burejská vodní elektrárna (rusky Бурейская ГЭС) je vodní dílo na řece Bureja v povodí Amuru. Přehrazením řeky vznikla rozlehlá Burejská přehradní nádrž. Elektrárna je součástí Burejské kaskády vodních elektráren o celkovém výkonu 2 330 MW, která je základem pro udržování spolehlivosti energetického systému v oblasti. Kromě výroby elektřiny reguluje vodní dílo také průtokový režim na řece Bureja a spolu se Zejskou přehradní nádrží přispívá k protipovodňové ochraně na středním i dolním Amuru.

## Hydrologické podmínky
Oblast povodí řeky Bureja se vyznačuje kontinentálním charakterem počasí v zimě, s velmi nízkou sněhovou pokrývkou a velmi nízkými teplotami. V létě pak dochází k monzunovému proudění doprovázenému vydatnými dešti. Hydrologickým výstupem letního proudění vzduchu jsou pak nepředvídatelné povodně zejména v měsíci srpnu, podporované navíc neschopností věčně zmrzlého půdního podloží pojmout dešťovou vodu. Letní povodně jsou historickým projevem nejen v oblastech v povodí Bureje, ale i na samotném Amuru. Průtok stoleté vody přesahuje hodnotu 18 000 m3/s.
Hydrologickou charakteristikou je řeka Bureja téměř shodná s řekou Zeja. Budování energetického vodního díla se také vždy opíralo o zkušenosti získané na řece Zeja.
Následující tabulka popisuje chování řeky v hodnotách průměrů průtoků a výškového odtokového ekvivalentu za období 600 měsíců na vodoměrné stanici Kamenka, nacházející se několik stovek metrů od hráze elektrárny. Plocha povodí v tomto místě je 67 400 km2.
|               | leden | únor | březen | duben | květen | červen | červenec | srpen | září | říjen | listopad | prosinec | celkem |
| ------------- | ----- | ---- | ------ | ----- | ------ | ------ | -------- | ----- | ---- | ----- | -------- | -------- | ------ |
| průtok (m3/s) | 39,5  | 12,6 | 10,7   | 324   | 1666   | 1618   | 1900     | 2187  | 1806 | 802   | 210      | 100      | 890    |
| odtok (mm)    | 1,57  | 0.45 | 0,43   | 12,5  | 66,2   | 62,2   | 75,5     | 86,9  | 69,4 | 31,9  | 8,06     | 3,98     | 417    |

Dlouholetý roční přítok je 28 km3, což je zhruba trojnásobek užitečného objemu Burejské přehradní nádrže. V tomto poměru jsou hydrologické poměry pro energetické zpracování odlišné a méně výhodné oproti poměrům na vodním díle na řece Zeja. Přesto lze při využití spádu kolem 100 m při daných hydrologických charakteristikách očekávat roční výrobu přes 4 miliardy kWh.

## Popis
Železobetonová gravitační hráz má v koruně délku 736 m a dosahuje výšky 140 m. Šířka v základně přesahuje 100 m, v temeni se šířka pohybuje od 8 do 22 m. Objem betonu dosahuje hodnoty 4 miliony m3.
Přelivová část v levé části hráze o délce 180 m je koncipována na hodnotu 10 400 m³/s. Je složena z osmi polí o šířce 12 m a dvou dělicích stěn. Tak se vytváří tři samostatné proudy s odlišným směrováním vždy do osy přelivu. Stejná metoda byla v podobném měřítku použita u venezuelské elektrárny Gurí. Krajní proudy tak část své energii ztrácejí již ve vzduchu vzájemným kontaktem. Dopadová délka přelivného proudu je 160 m.
Ve strojovně elektrárny o délce 150 m a šířce 33 m pracuje na optimálním spádu 103 m šest Francisových turbín o výkonu 339,5 MW. Hltnost turbín je 360 m3/s. Výkon generátorů 335 MW poskytuje celkový výkon elektrárny 2010 MW.
Přehradní nádrž o maximální celistvé ploše 750 km2 a délce přes 140 km poskytuje 10,7 km3 užitečného objemu, což je zhruba polovina objemu celkového.
Dlouhodobá roční výroba k roku 2019 je 7,1 miliardy kWh.
Místní požadavky pokrývají rozvodné trasy 2× 220 kV.  Tři linky 500 kV zajišťují celý Chabarovský kraj a umožňují i dodávky mimo území Ruska.
Níže po toku řeky byla uvedena do provozu vyrovnávací Nižněburejská vodní elektrárna o výkonu 320 MW.

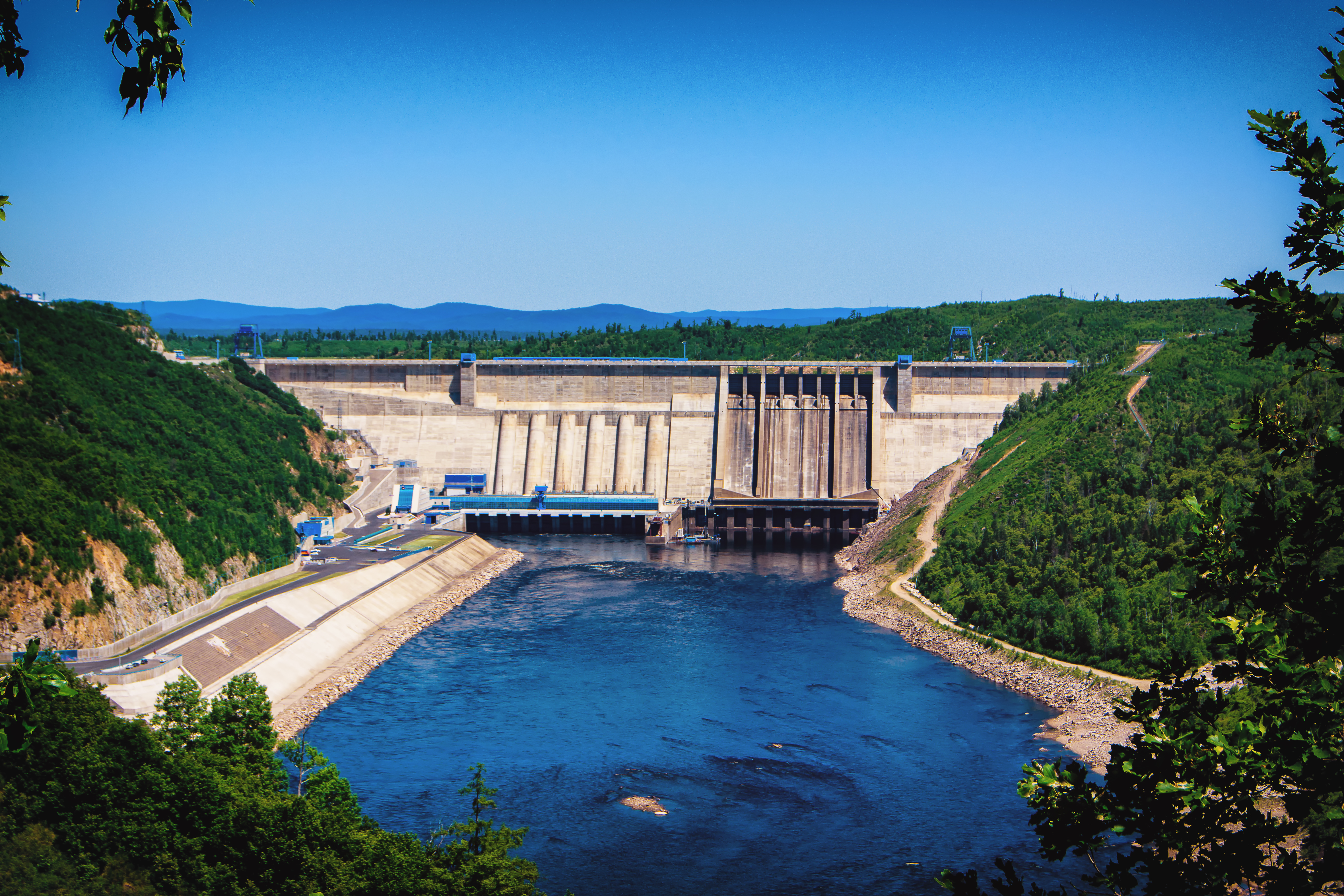
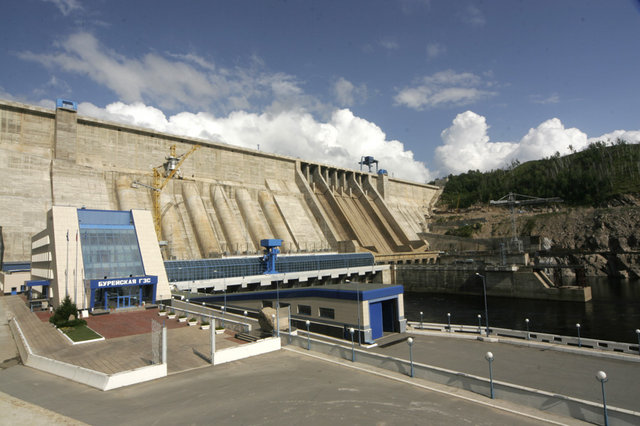
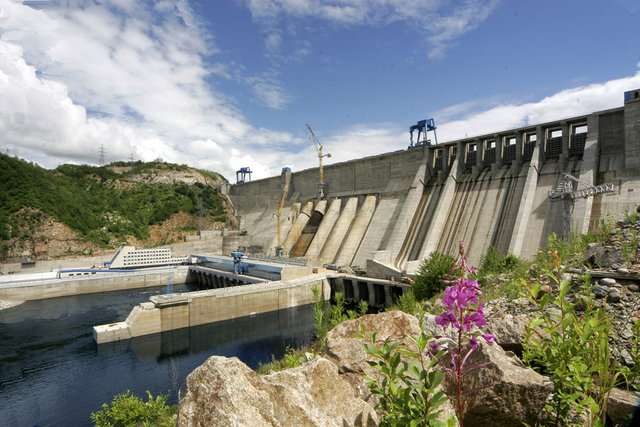
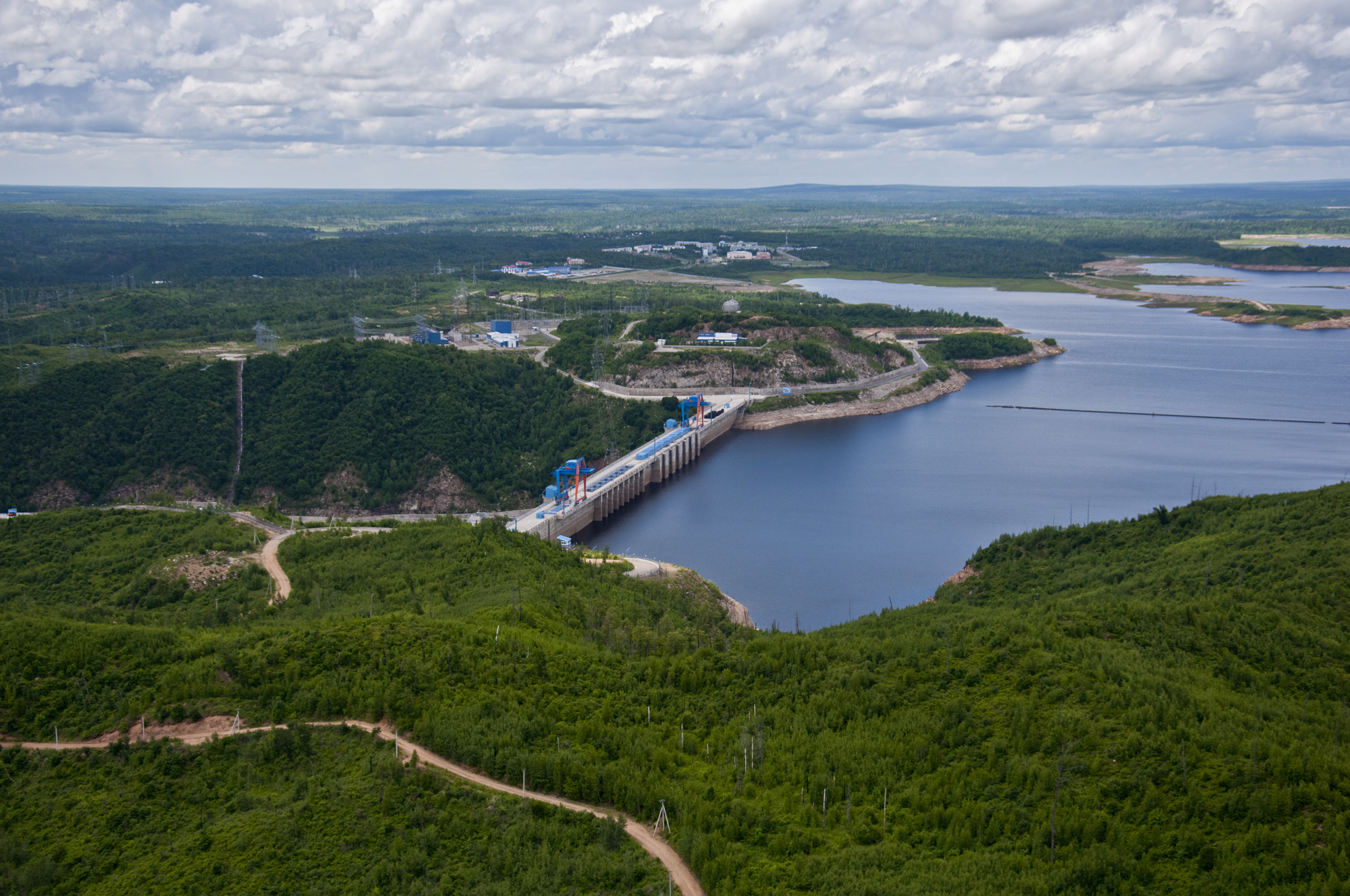
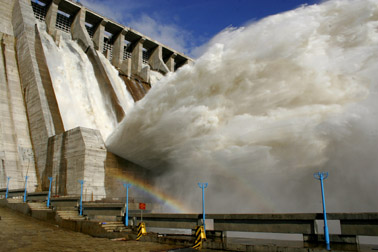
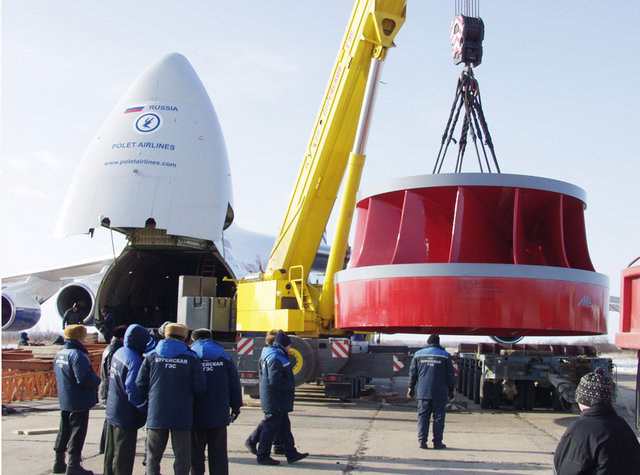

## Historie výstavby
První výzkumy energetického využití řek dálněvýchodní oblasti Ruska byly provedeny v letech 1931 až 1933. Původní závěry byly potvrzeny druhým výzkumem v roce 1955. V úvahu připadalo šest stupňů na úseku nad Talakanskými peřejemi. Po schválení technického projektu pilířové hráze na řece Zeja započaly projektové činnosti na řece Bureja. V roce 1973 bylo definitivně rozhodnuto o umístění u Talakanských peřejí a vzhledem k místním zásobám písku a štěrku byla zvolena gravitační betonová hráz. Do neobydleného místa přijely první pracovní čety v roce 1973. V roce 1978 byla dostavěna 80 km silnice z Novoburejsku a v roce 1979 bylo místo spojeno s veřejnou sítí pomocí 100 km linky 220 kV do Zavitinsku. V témže roce získala pracovní osada status sídla městského typu s názvem Talakan.
Technický projekt byl schválen v roce 1982 a stavba byla zahrnuta do státního finančního plánu. V roce 1984 byla vybudována na pravém břehu suchá jáma a o rok později položen první kubík betonu. Do základů elektrárny byl první beton položen v roce 1987. Stavba probíhala pomalu a nárazovitě. Kvůli nedoplatkům mezd docházelo k odlivu pracovních sil. V dubnu 1994 začala časově neomezená stávka pracovníků BureaGesStroj, která trvala až do roku 1998. V listopadu 1999 byly uvolněny federální finanční prostředky z resortu Ministerstva železnic. Součástí budování vodního díla byly i úpravy traťového spodku Bajkalsko-amurské magistrály.  
V lednu 2000 byla přehrazena Bureja. V únoru 2002 byly z Petrohradu na letiště v Zavitinsku historicky poprvé letecky dopraveny rotory turbín. 15. dubna byla naplněna po provozní kótu Burejská přehradní nádrž. 28. května 2003 byla spuštěna první turbína bez zátěže. 20. října 2007 byla zprovozněna poslední jednotka a elektrárna dosáhla svého stanoveného výkonu. V roce 2015 byla elektrárna předána ke komerčnímu provozu.

## Provoz
Vodní dílo na řece Bureja je součástí Burejské kaskády o celkovém výkonu 2 330 MW. Spolu se Zejskou vodní elektrárnou o výkonu 1330 MW poskytuje výkonovou rezervu Dálněvýchodní distribuční soustavě a umožňuje i dodávky energie mimo území Ruska (Korea, Čína). Osvědčená tížní betonová hráz s jednoduchými Francisovými turbínami na historicky prověřeném spádu 100 m je solidním vstupem pro životnost a spolehlivost. Roční výrobou přesahující 7 miliard kWh je standardní odezvou na hydrologické poměry, charakteristické výrazným kolísáním průtoků.

V březnu 2007 bylo zaznamenáno asi 8 km od hráze v korytě nádrže zemětřesení o síle 4 st. Richterovy stupnice, které nemělo nijaký vliv na stabilitu přehrady. V prosinci 2018 došlo k sesuvu horniny do přehradního údolí, který zablokoval vodní cestu. Mezi 11. lednem a 1. únorem 2019 vytvořily ženijní složky Ministerstva národní obrany Ruska v závalu propust o hloubce 17 m, délce přes 200 m a šířce 35 m. Při trhacích pracích bylo použito 200 tun trhavin. Po spojení horní a dolní hladiny byla propust dále rozšířena na propustnost potřebnou k převodu letních povodní. Sesuv neomezil výrobu ani nevyvolal změnu režimových opatření. 

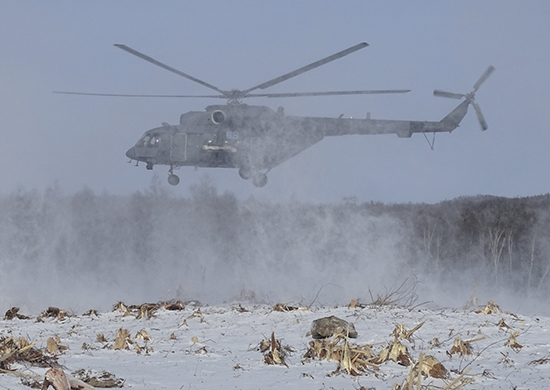
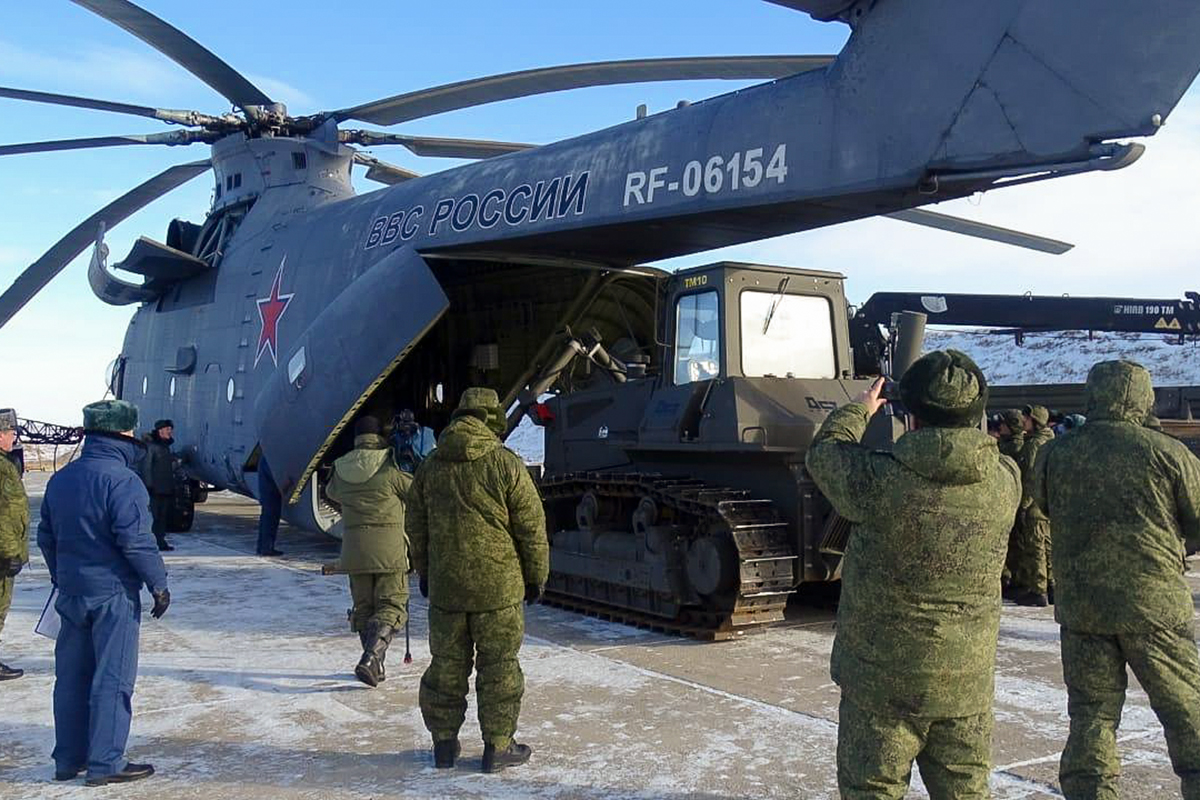
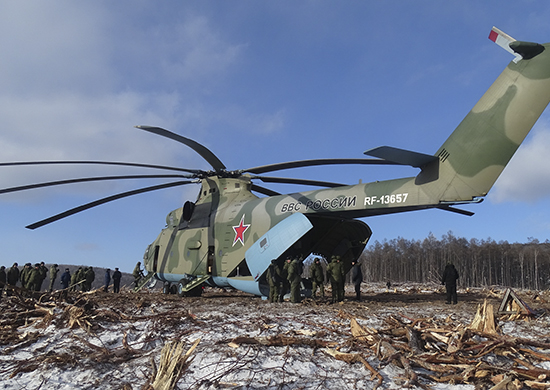
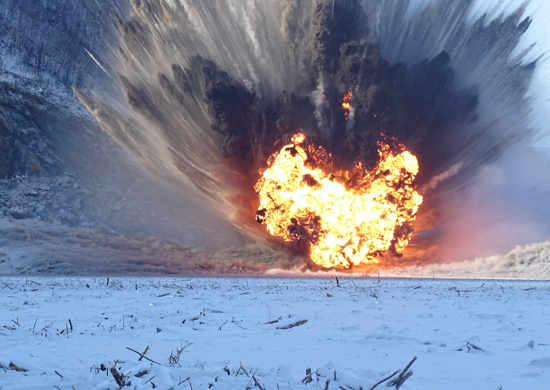
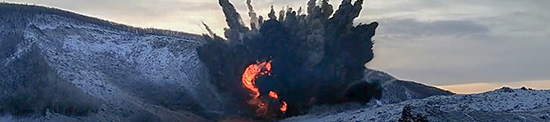
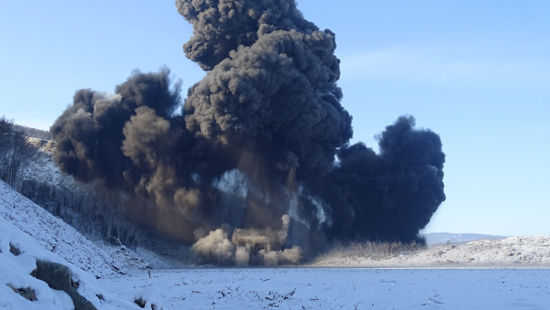
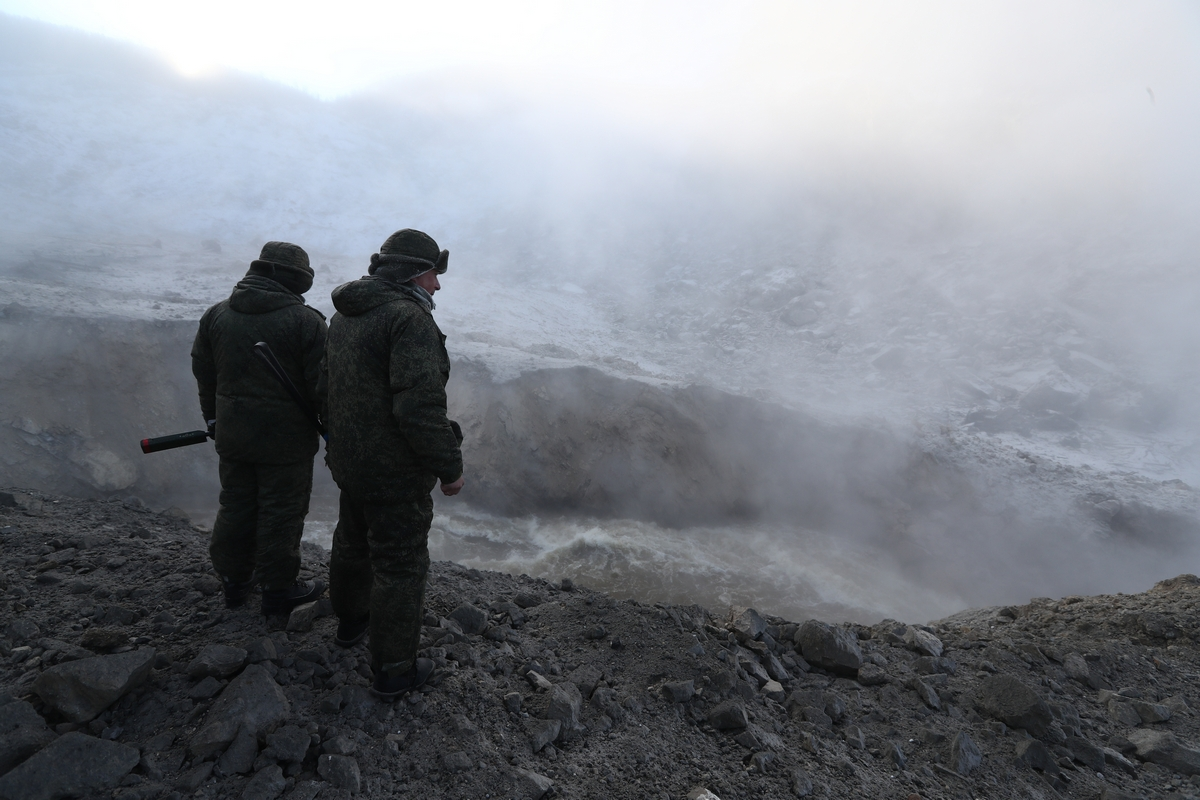